# Stockholms gatunamn
Stockholms gatunamn er en bog udgivet i Sverige i 1982, som beskriver baggrunden til navnene på alle gader og torve samt bydelene i Stockholms kommune.
Den indgår som nummer 50 i serien "Stockholmsmonografier" som udgives af byen. Bogen er skrevet af Nils-Gustaf Stahre og Per Anders Fogelström (første og andet oplag) samt Jonas Ferenius og Gunnar Lundqvist (andet oplag), og også om tre af disse fire, når det seneste (tredje) oplag blev udgivet i 2005 står forfatterne formelt som bogens hovedforfattere. Ansvarlig for bearbejdning til det tredje oplag var Staffan Nyström og medvirkende skribenter i tredje oplag er også Börje Westlund, Lars Wikström, Göran Sidenbladh, Lars Cleve og Carl Magnus Rosell.
Den første udgave blev udgivet i 1983 med 1982 som formelt trykkeår. En opdateret men forkortet version, som kun dækkede den indre by og ikke indeholdt noget noteapparat blev 1986-1987 udgivet på Liber. En fuldstændig anden udgave, revideret og ajourført, som blev offentliggjort i 1992. Den tredje udgave blev offentliggjort i 2005 og opstiller betingelser i slutningen af 2004.
Den seneste udgave beskriver baggrunde for navnene på 4.660 gader og offentlige steder i byens 117 kvarterer. Selv ældre navne er behandlet, men for det meste kun, hvis de er tilbage under et andet navn i dag.
Den tredje udgave:
- Stockholms gatunamn, 2005, Stockholmia Publisher, ISBN 91-7031-152-8 og ISSN 0282-5899.

| Bog | Spire Denne artikel om bøger og tidsskrifter er en spire som bør udbygges. Du er velkommen til at hjælpe Wikipedia ved at udvide den. |